# 費爾格羅夫 (密歇根州)
費爾格羅夫（英語：Fairgrove）是位於美國密歇根州土斯科拉縣費爾格羅夫鎮區的一個村。

## 人口
根據2020年美國人口普查的數據，費爾格羅夫的面積為2.90平方千米，當中陸地面積為2.90平方千米，而水域面積為0.00平方千米。當地共有人口514人，而人口密度為每平方千米177人。